# 밤쉘 (2017년 영화)
《밤쉘》(Bombshell: The Hedy Lamarr Story)은 미국에서 제작된 알렉산드라 딘 감독의 2017년 다큐멘터리 영화이다. 헤디 라머 등이 주연으로 출연하였고 알렉산드라 딘 등이 제작에 참여하였다. 2017 트라이베카 영화제에서 전 세계 초연되었으며 2017년 11월 24일 극장 개봉하였다.
이 영화는 PBS 바이오그래피 시리즈 아메리칸 마스터스에서 2018년 5월 방송되었다.

## 출연

### 주연
- 헤디 라머
- 다이앤 크루거

### 조연
- 피터 보그다노비치
- 제닌 베이싱어
- 찰스 아믹하니안
- 멜 브룩스

## 기타
- 공동제작: 댄 브라운
- 공동제작: 데이빗 코